# بهیراری
بهیراری (به انگلیسی: Bherrary) یک شهرک در پاکستان است که در ناحیه هری‌پور واقع شده‌است.